# المركز الطبي شعاري تسيديك
المركز الطبي شعاري تسيديك (بالعبرية:  מרכז רפואי שערי צדק) هو مستشفى يقع في القدس، تأسس في سنة 1902. يبلغ عدد الأسِرة فيه ألف سرير في ثلاثين قسماً إلى جانب تشغيل أكثر من سبعين من الوحدات والعيادات.
كان شعاري تسيديك أول مستشفى كبير يقع في الجزء الغربي من القدس وهو اليوم المستشفى الأسرع نمواً في المدينة والمنشأة الطبية الرئيسية الوحيدة في وسط المدينة. بعد أن منح الأتراك العثمانيون الإذن في تسعينيات القرن التاسع عشر، وبتمويل من المتبرعين الأوروبيين، تم بناء المستشفى على شارع يافا، على بعد ميلين (3 كم) خارج البلدة القديمة. أُقيم حفل الافتتاح في 27 يناير 1902. وكان الدكتور موشيه والاش المدير من ذلك الحين حتى عام 1947. عاشت سلمى مائير في المستشفى ورعت الأطفال المُتخلى عنهم. نُقل المبنى إلى بييت فيغان في عام 1980.

## وصلات خارجية
- الموقع الرسمي